# Le Pouldu (Clohars-Carnoët)

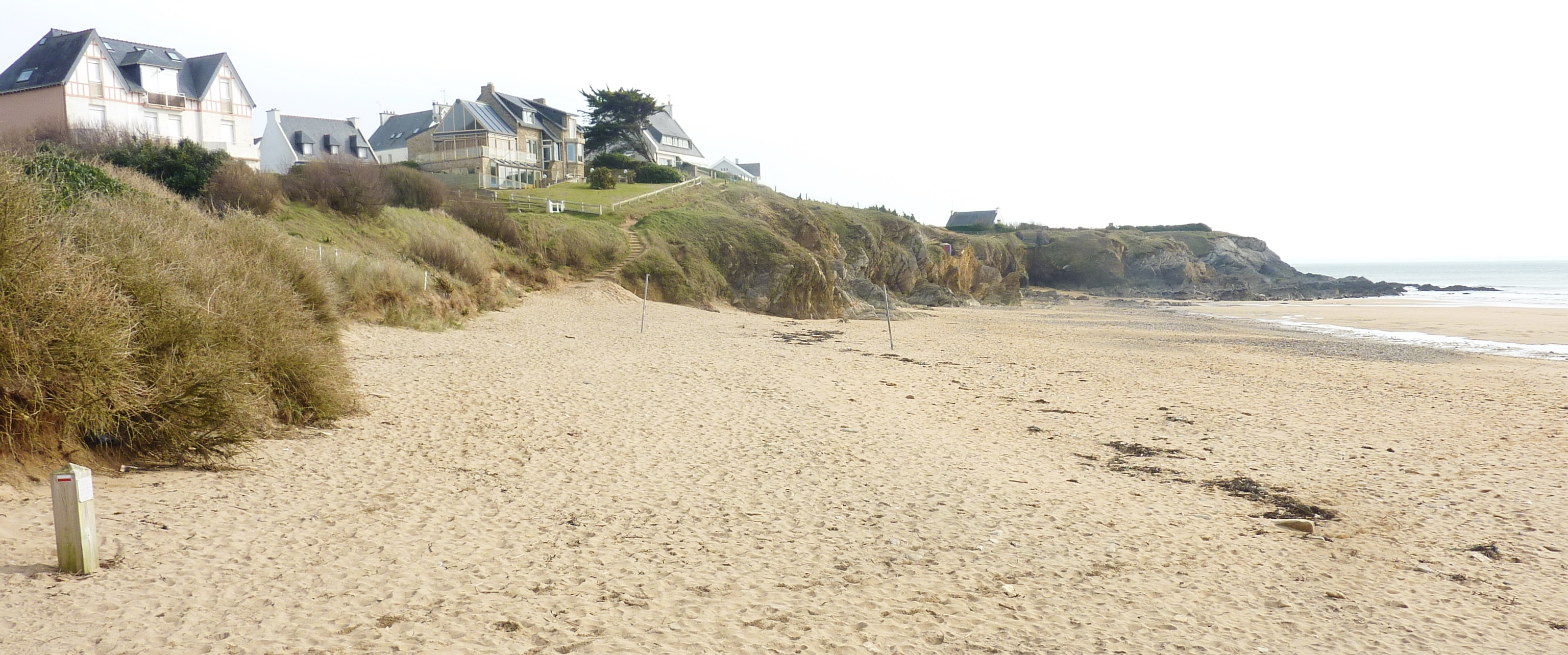
Spiaggia di Le Pouldu

Le Pouldu è una località balneare della costa sud-occidentale del Finistère, nel nord-ovest della Bretagna (Francia nord-occidentale), situata lungo l'estuario sull'Oceano Atlantico del fiume Laïta. Dal punto di vista amministrativo, si tratta di una frazione del comune di Clohars-Carnoët, comune del Cantone di Quimperlé (arrondissement di Quimper).
Le Pouldu è nota per essere stata, insieme a Pont-Aven, la località dove soggiornarono alla fine del XIX secolo i pittori della cosiddetta "Scuola di Pont-Aven", come Paul Gauguin.

## Geografia fisica
Le Pouldu si trova al confine con il Morbihan, tra le località di Pont-Aven e di Lorient (rispettivamente a sud/sud-est della prima e a nord/nord-ovest della seconda).  Da Pont-Aven dista circa una quindicina di chilometri.

## Origini del nome
Il toponimo Pouldu significa letteralmente "stagno/mare nero", essendo formato dai termini bretoni poul, "stagno", "mare", e du, "nero".

## Storia

### Dalla fondazione ai giorni nostri

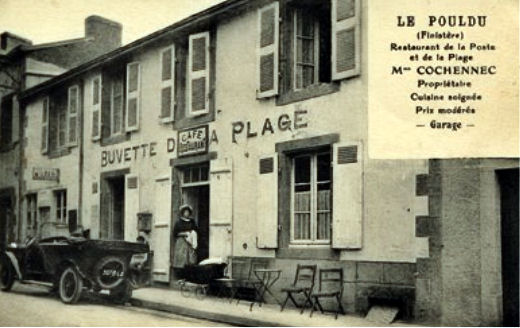
Un'immagine storica di Le Pouldu

#### XIX secolo

##### La scuola di Pont-Aven a Pouldu
Nel 1889 giunsero a Le Pouldu i pittori della cosiddetta Scuola di Pont-Aven, quali Paul Gauguin, Meijer de Haan, Charles Filiger e Paul Sérusier, che avevano deciso di trasferirsi da una località più affollata di turisti come Pont-Aven ad una località più tranquilla.

## Monumenti e luoghi d'interesse

### Architetture religiose

#### Cappella di Notre-Dame-de-la-Paix
La Cappella di Notre-Dame-de-la-Paix ("Nostra Signora della Pace") è un edificio religioso eretto nel XV secolo a Nizon e trasferito a Le Pouldu nel 1959.

### Architetture civili

#### Maison de Marie Henry
Sulla spiaggia di Grands Sables, si trova la Maison de Marie Henry ("Casa di Marie Henry"),  la locanda (ricostruita) in cui soggiornarono dal 1889 Paul Gauguin ed altri pittori della Scuola di Pont-Aven.

## Cultura

### Arte
Le Pouldu è raffigurata, tra l'altro,  nei seguenti dipinti:
- La barrière fleurie, Le Pouldu, di Paul Sérusier (1889)[7]
- Champs au Pouldu o Paysage au Pouldu, di Paul Gauguin (1890)[8]
- Printemps à Pouldu ("Primavera a Le Pouldu"), di Paul Sérusier (1890)[9]
- Ferme au Pouldu, di Paul Sérusier (1890)[10]
- Cour de ferme au Pouldu, di Paul Sérusier (1890)[11]
- La ferme jaune au Pouldu ("La fattoria gialla a Le Pouldu"), di Paul Sérusier (1890)[12]
- Chata w Le Pouldu ("Capanna a Le Pouldu"), di Władysław Ślewiński (1892)[13]
- À la marée montante, Le Pouldu, Bretagne, di Maurice Galbraith Cullen (1901)[14]

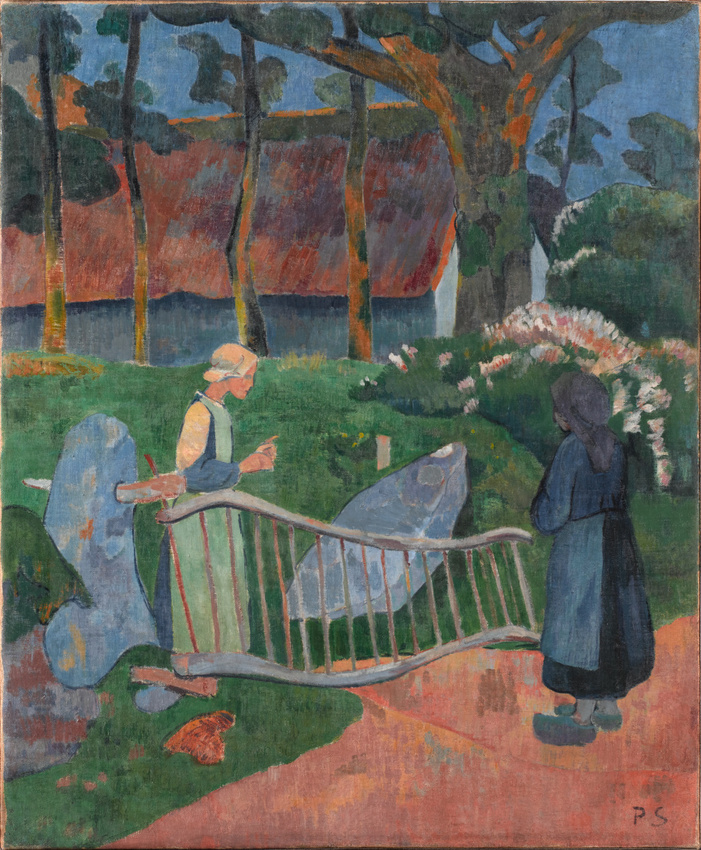
La barrière fleurie, Le Pouldu
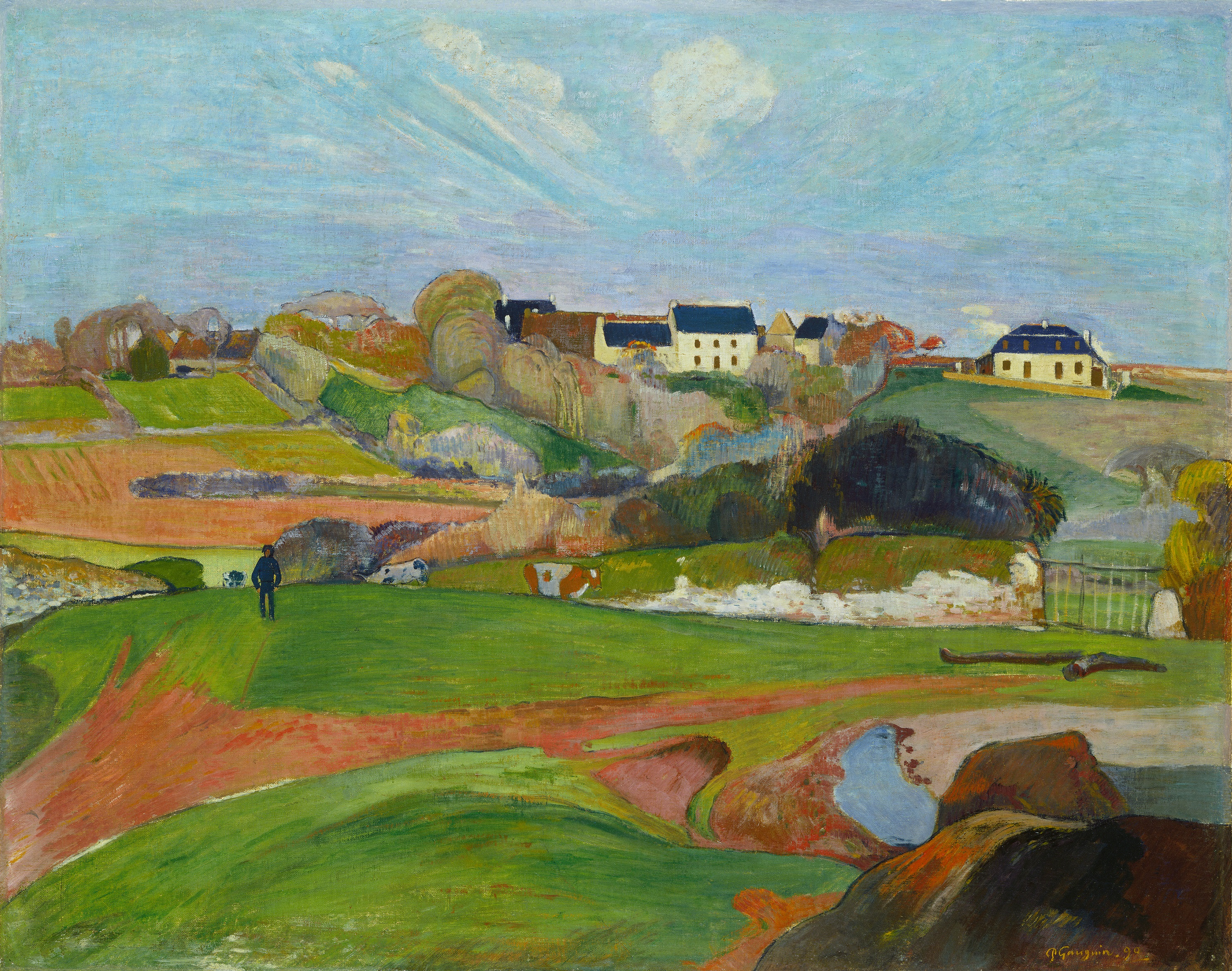
Paysage au Pouldu
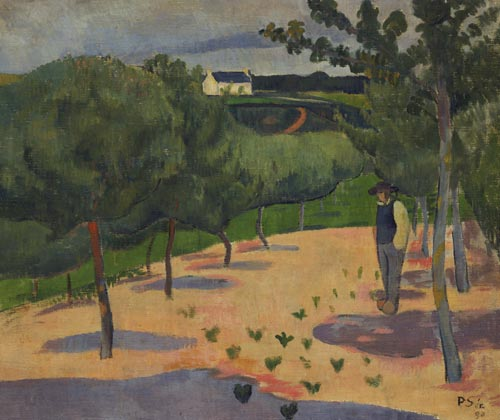
Printemps à Pouldu

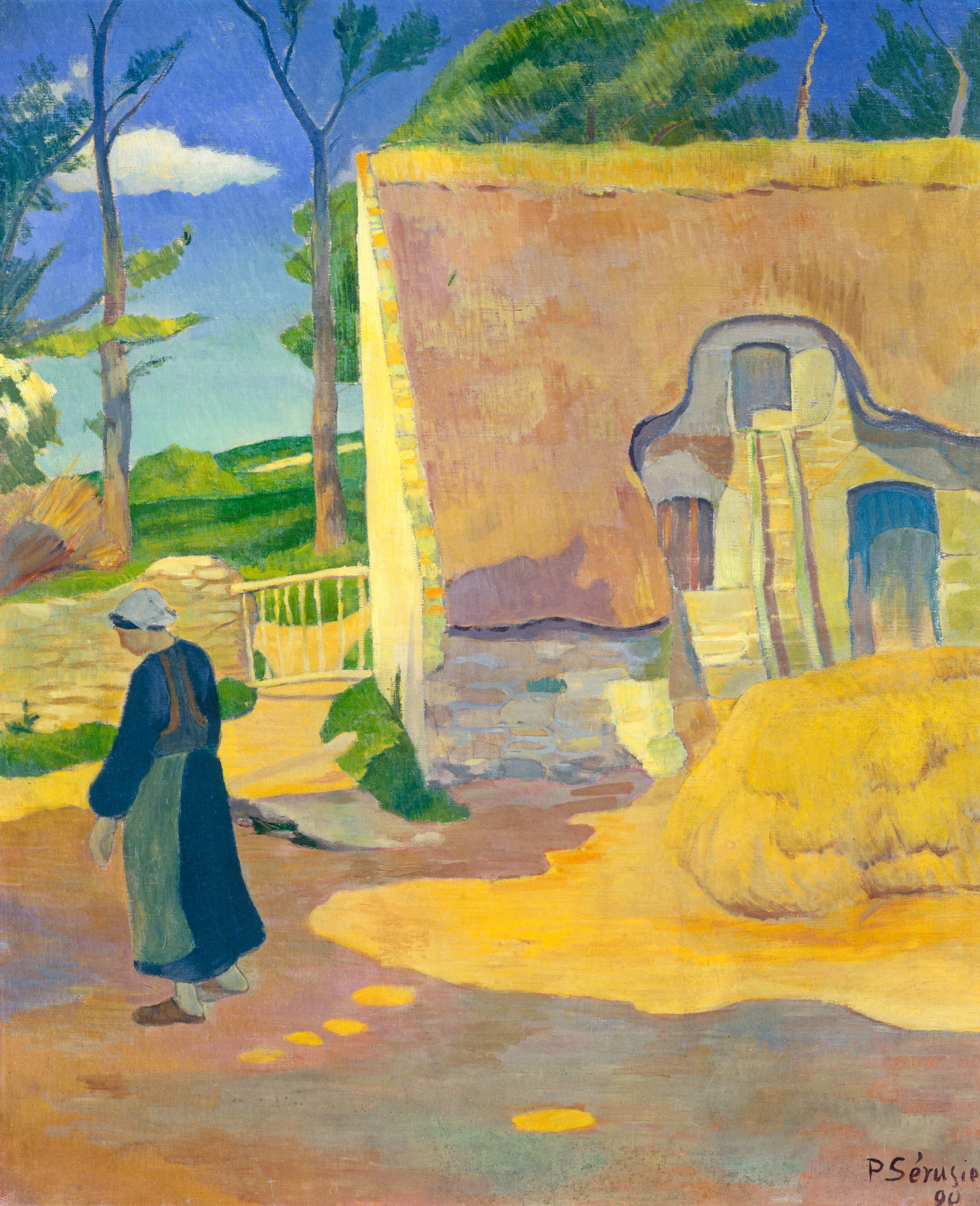
Ferme au Pouldu
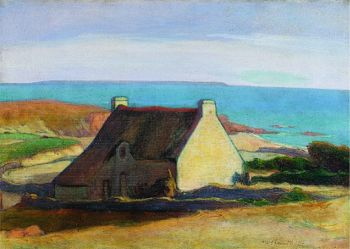
Chata w Le Pouldu
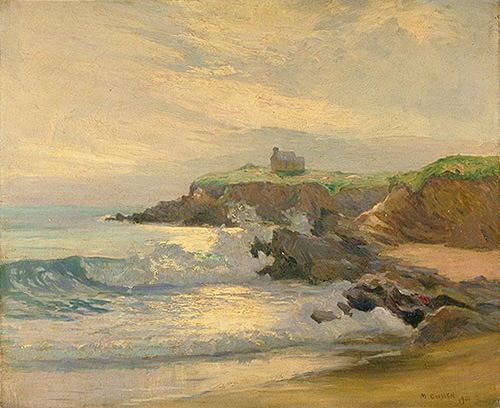
À la marée montante, Le Pouldu, Bretagne